# U-Bahnhof Walther-Schreiber-Platz

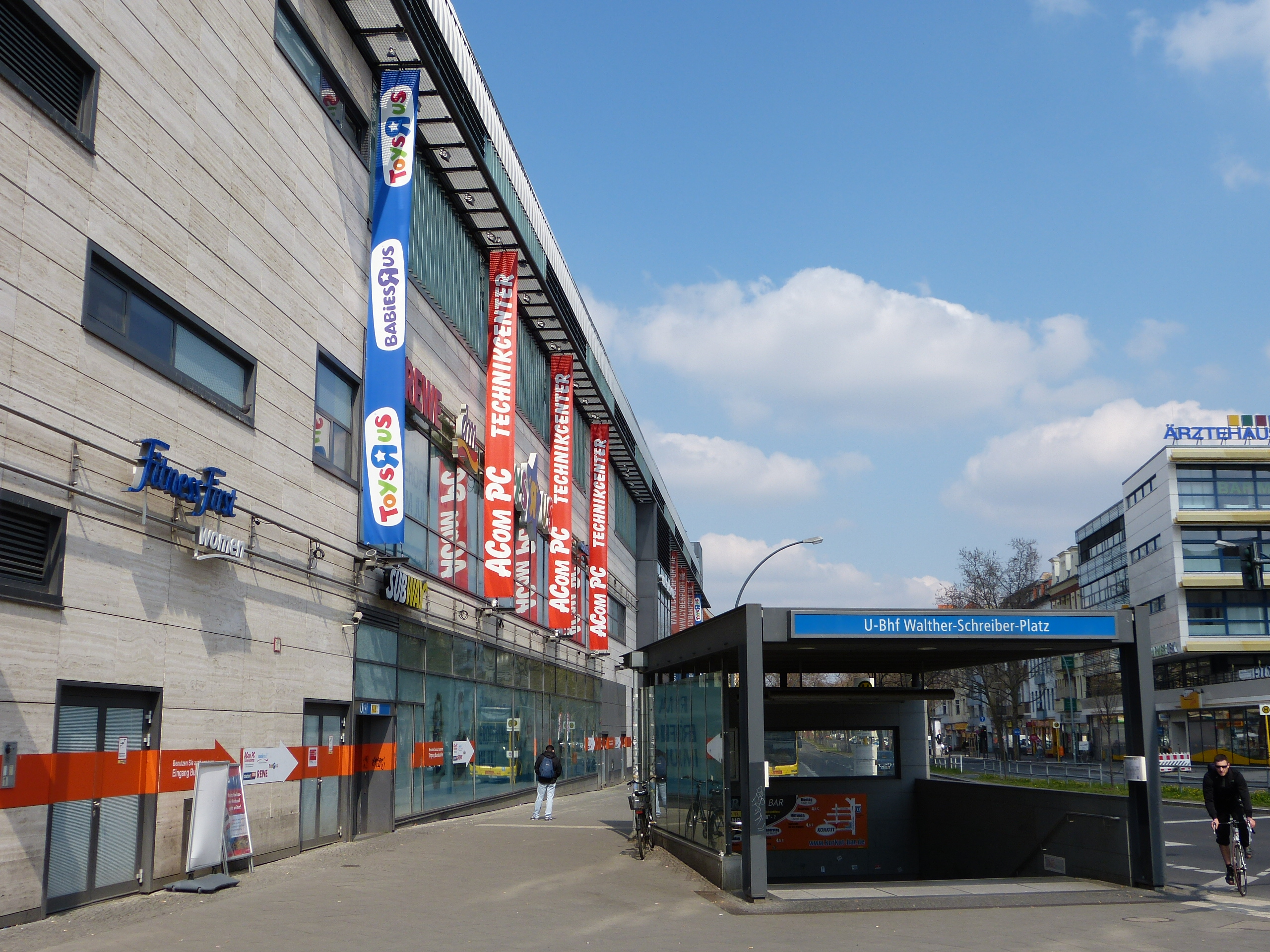
Bahnhofseingang am SSC

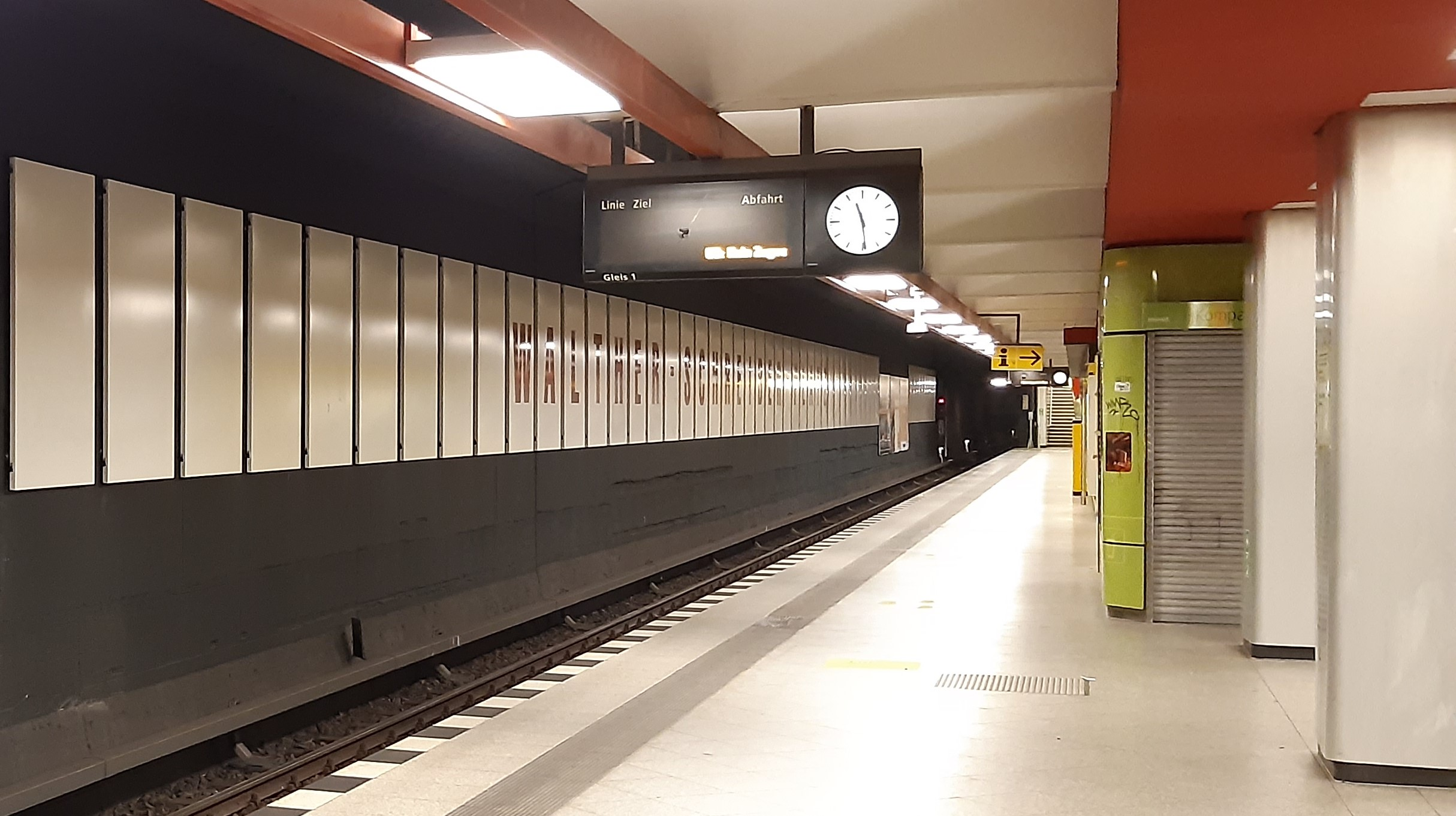
Bahnsteig

Der U-Bahnhof Walther-Schreiber-Platz ist eine Station der Berliner U-Bahn-Linie U9 an der Grenze des Ortsteils Friedenau im Bezirk Tempelhof-Schöneberg zum Ortsteil Steglitz im Bezirk Steglitz-Zehlendorf. Die von 1967 bis 1969 gebaute Station liegt vollständig unter der in den Walther-Schreiber-Platz einmündenden Bundesallee. In unmittelbarer Nähe befinden sich das Schloss-Straßen-Center (SSC) und das Forum Steglitz. Der Bahnhof wurde am 29. Januar 1971 eröffnet und bildete bis September 1974 den südlichen Endpunkt der damaligen Linie 9.

## Historie und Bauwerk
Der Bahnhof wurde als V-förmiger Umsteigepunkt zwischen der heutigen U-Bahn-Linie U9 und der bislang nur projektierten Linie U10 konzipiert, die sich am Walther-Schreiber-Platz gabeln sollten. Der Bahnsteig der Linie U10 unter der Rheinstraße wurde nicht gebaut. 
Der Bahnhof wurde vom damaligen Baudirektor Rainer G. Rümmler gestaltet. Rümmler konzipierte einen typischen Berliner U-Bahnhof der 1970er Jahre mit einem neun Meter breiten und 110 Meter langen Mittelbahnsteig und einer Stützenreihe in der Mitte. Die Wände waren in der ursprünglichen Ausführung mit blauen Eternit-Platten und die Stützen mit silbergrauem Aluminium verkleidet. Die Gestaltung ähnelte damit den zur gleichen Zeit ebenfalls von Rümmler entworfenen U-Bahnhöfen Eisenacher Straße und Bayerischer Platz der Linie U7. Der damals in Asphalt ausgeführte Bahnsteig wurde bis 2009 mit Granit hellgrau gefliest und mit einem Blindenleitsystem versehen. Die beiden Zugangsgeschosse sind gelb-grün gefliest. Die Verteilerebene im Süden wurde im Zuge des Neubaus des Schloss-Straßen-Centers Ende 2005 umgebaut und erhielt dabei einen direkten Zugang zu diesem Einkaufszentrum. Im Sommer 2016 begann eine Grundsanierung.
Im Dezember 2019 wurde die Neugestaltung der Bahnsteigwände, der Decken und der Beleuchtung abgeschlossen.

## Anbindung
| Linie | Verlauf |
| ----- | --- |
|       | Osloer Straße – Nauener Platz – Leopoldplatz – Amrumer Straße – Westhafen – Birkenstraße – Turmstraße – Hansaplatz – Zoologischer Garten – Kurfürstendamm – Spichernstraße – Güntzelstraße – Berliner Straße – Bundesplatz – Friedrich-Wilhelm-Platz – Walther-Schreiber-Platz – Schloßstraße – Rathaus Steglitz |

Am U-Bahnhof bestehen Umsteigemöglichkeiten von der Linie U9 zu mehreren Omnibuslinien der BVG.